# Michelle Ryan
Michelle Ryan, née le 22 avril 1984 à Enfield dans le Middlesex en Angleterre, est une actrice britannique.

## Biographie
Elle s'est fait connaître avec le rôle de Zoe Slater dans un feuilleton télévisé britannique de la BBC intitulé EastEnders (inédit en France). Outre-Manche, elle s'est fait remarquer en 2007 dans la télésuite britannique Jekyll, puis avec la série américaine Bionic Woman, remake de Super Jaimie, dans le rôle-titre. En 2008, elle a fait une apparition dans une autre série de la BBC, dans le rôle d'une sorcière maléfique, Merlin, puis, en 2009, dans la série à succès Doctor Who.

## Filmographie

### Cinéma
- 2003 : Eastenders: Slaters in Detention : Zoe Slater
- 2006 : Cashback : Suzy
- 2007 : I Want Candy : Lila Owens
- 2008 : Flick : Sandra Martin
- 2010 : 4.3.2.1 : Kelly
- 2010 : Huge : Cindy
- 2010 : No Ordinary Trifle : Shauna
- 2011 : Girl Walks into a Bar : Loretta
- 2011 : Love's Kitchen : Shauna
- 2012 : Menace d'État (Cleanskin) d'Hadi Hajaig : Emma
- 2012 : The Man Inside : Alexia Sinclair
- 2012 : Cockneys vs Zombies de Matthias Hoene : Katy
- 2015 : Andròn: The Black Labyrinth de Francesco Cinquemani: Elanor
- 2017 : The Last Photograph de Danny Huston: Maryam

### Télévision

#### Séries télévisées
- 2000 : Amandine Malabul (The Worst Witch) : Dolorès
- 2000 : Burnside (en) : Une amie d'école
- 2000-2005 : EastEnders : Zoé
- 2007 : Jekyll : Katherine Reimer
- 2007 : Bionic Woman : Jaimie Sommers
- 2008 : Merlin : Nimueh (4 épisodes)
- 2009 : Doctor Who : Lady Christina de Souza (épisode Planète morte)
- 2009 : Mister Eleven (en) : Saz Paley
- 2012 : Métal Hurlant Chronicles : Protège-moi :  Jennifer (saison 1 épisode 2)
- 2013 : Covert Affairs : Helen Hanson / Teresa Hamilton
- 2014 : Meurtres au paradis : Silence, on tue ! : Lexi Cunningham (saison 3 épisode 2)

#### Téléfilms
- 2003 : Comic Relief 2003: The Big Hair Do : Zoé Slater
- 2006 : Miss Marple (Marple: By the Pricking of My Thumbs) : Rose Waters
- 2007 : Comic Relief 2007: The Big One : Kate
- 2007 : Mansfield Park : Maria Bertram
- 2010 : One Night in Emergency : Penny